# Frauen sind was Wunderbares
Frauen sind was Wunderbares ist ein deutscher Spielfilm von Sherry Hormann aus dem Jahr 1994 mit Thomas Heinze, Barbara Auer und Kai Wiesinger in den Hauptrollen. In den deutschen Kinos startete der Film am 14. April 1994.

## Handlung
Der alleinerziehende Vater Zeno ist von den Frauen enttäuscht und will sich eigentlich nie wieder verlieben. Nachdem er den extrovertierten Filmproduzenten Arthur kennen lernt, der gerade von seiner Freundin verlassen wurde und sich mit ihm anfreundet, trifft er in der Stadt per Zufall ausgerechnet auf Arthurs Exfreundin Kim. Zeno berichtet Arthur von seiner Begegnung. Frauenheld Arthur, der nicht weiß, dass es sich dabei um seine Exfreundin handelt, gibt ihm sogar noch Tipps, wie er vorgehen sollte. Zeno schafft es in der Folge mit seiner zurückhaltenden Art allerdings auch allein, Kim zu beeindrucken. Als sich beide ihre Zuneigung zueinander eingestehen wollen, taucht plötzlich Arthur auf und stellt klar, dass er „seine“ Kim eigentlich nicht vergessen kann. Sie sei die einzige Frau für ihn und nur sie würde er heiraten. Schweren Herzens stellt Zeno seine Gefühle für Kim zurück, weil er seinem Freund nicht in die Quere kommen möchte. Kim hingegen kann sich zwar Arthurs aufdringlicher Art kaum entziehen, möchte aber viel lieber mit Zeno zusammen sein. Am Tag der Hochzeit lässt Kim Arthur dann auch vor dem Traualtar stehen. Als der Bräutigam den Grund herausfindet, scheint die Männerfreundschaft zerbrochen zu sein. Arthur verschwindet von der Bildfläche, taucht aber nach Wochen genauso überraschend wieder auf, unbekümmert wie eh und je. Freudig präsentiert er Kim und Zeno seine neue Frau: Michele. Somit könnte alles in Ordnung sein, doch Kim fühlt sich persönlich beleidigt, so einfach „ausgetauscht“ zu werden. Nach einer kurzen Selbstfindungsphase wendet sie sich aber endgültig Zeno zu und beide schließen sich glücklich in die Arme.

## Hintergrund
Die Dreharbeiten erfolgten 1993 in Hamburg.

## Kritiken
Cinema nannte den Film:  „Spaßig, wenn auch ziemlich konstruiert“.
kino.de schrieb: „Sherry Hormanns neuer Film ist eines jener absurden Beziehungsgeflechte, wie es das Kinopublikum in deutschen Landen zu schätzen weiß und obendrein mit Thomas Heinze, Kai Wiesinger und Barbara Auer als Subjekt der Begierde namhaft besetzt.“
Im deutschen Filmdienst hieß es: „Verhalten inszenierte Komödie, die zu künstlich wirkt, um überzeugen zu können. Durch den Verzicht auf Sprachspiele und Rededuelle verschenkt der perfekt fotografierte Film einen Teil seiner beabsichtigten Wirkung.“